# 더 블루스 - 소울 오브 맨
《더 블루스 - 소울 오브 맨》(The Soul Of A Man)은 독일에서 제작된 빔 벤더스 감독의 2003년 드라마 영화이다. 벡 등이 주연으로 출연하였고 마가렛 보디 등이 제작에 참여하였다.

## 출연

### 주연
- 벡
- 제임스 블루드 울머
- 케이스 B. 브라운

### 조연
- T-본 버넷
- 닉 케이브
- 이글 아이 체리
- 쉐메키아 코페랜드
- 로렌스 피시번

## 기타
- Line PD: 폴 마커스
- Line PD: 샘슨 먹케
- 미술: 리바 다니엘스
- 의상: 캐롤라인느 에셀린